# Stopplaats Karselaan

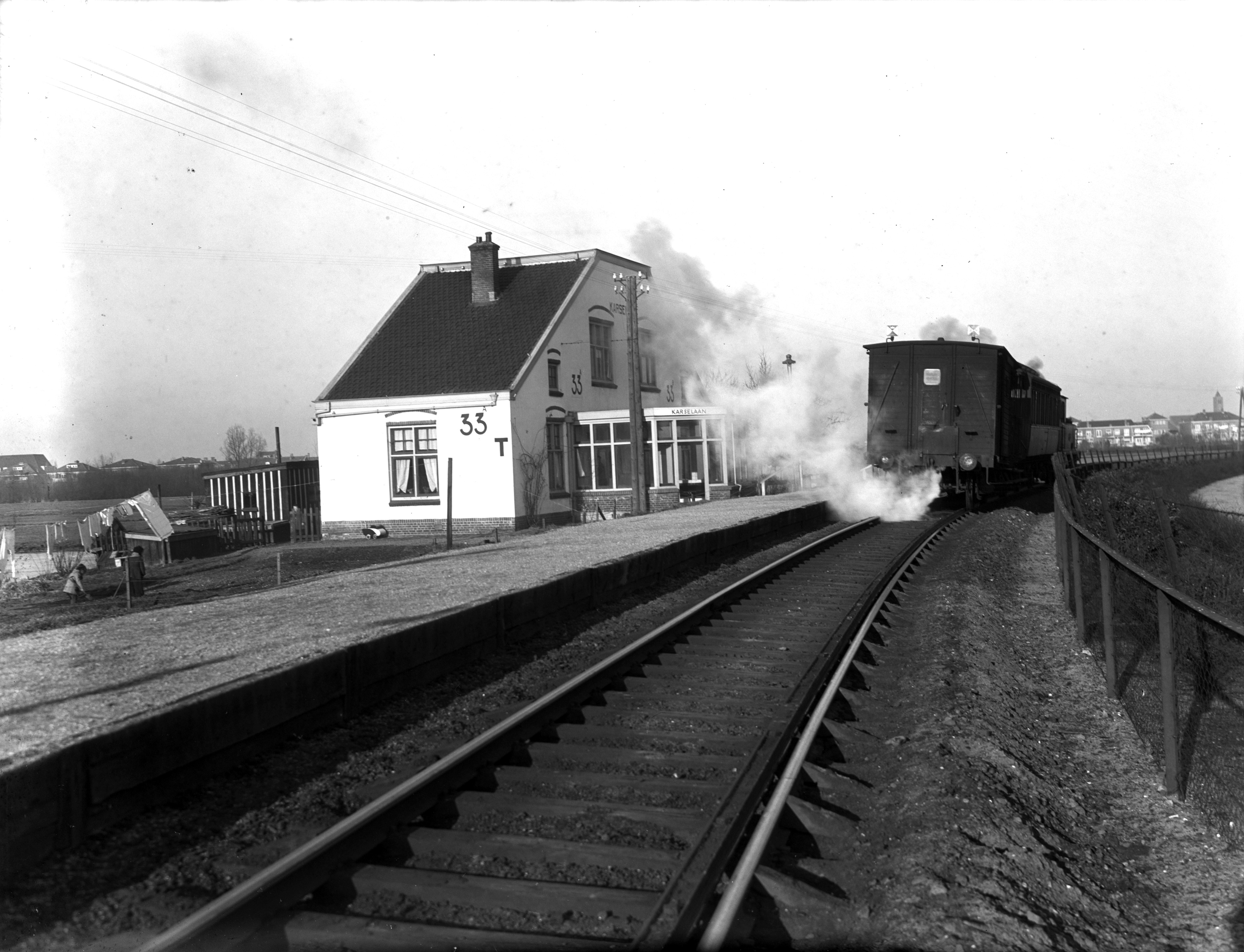
Stopplaats Karselaan in 1950.

Stopplaats Karselaan (telegrafische code: ksl) is een voormalige stopplaats aan de Spoorlijn Aalsmeer - Amsterdam Willemspark, destijds aangelegd en geëxploiteerd door de Hollandsche Electrische-Spoorweg-Maatschappij.
De halte lag ten noorden van Amstelveen op de ringdijk van de Middelpolder. De halte is vernoemd naar de aangrenzende Nieuwe Karselaan. Aan de spoorlijn werd de stopplaats voorafgegaan door station Amstelveen en gevolgd door halte Amsterdamseweg. Stopplaats Karselaan werd geopend op 1 juni 1923 en gesloten op 3 september 1950.
Bij de stopplaats staat een dubbele spoorwegwachterswoning (nr. 33) die nog steeds bestaat en in gebruik is als woning.
Sinds 3 april 1983 heeft de Electrische Museumtramlijn Amsterdam hier een halte.